# Ручьи (Гдовский район)
Ручьи — деревня в Гдовском районе Псковской области России. Входит в состав Юшкинской волости Гдовского района.
Расположена в 1 км от побережья Чудского озера, в 13 км к югу от райцентра Гдова и в 4 км к западу от волостного центра Юшкино. Восточнее находится озеро Шавора.

## Население
Численность населения деревни по оценке на 2000 год составляет 5 жителей, по переписи 2010 года — 6 жителей.
| 2001 | 2002 | 2010 |
| ---- | ---- | ---- |
| 5    | ↗9   | ↘6   |